# Bosanski Šamac (gmina Odžak)
Bosanski Šamac – wieś w Bośni i Hercegowinie, w Federacji Bośni i Hercegowiny, w kantonie posawskim, w gminie Odžak. W 2013 roku pozostawała niezamieszkana.